# ローマ・サビニ戦争
ローマ・サビニ戦争（ローマ・サビニせんそう）は、古代ローマ初期の拡大期における、北隣のサビニ族とのイタリア中央部での一連の戦争である。紀元前509年の共和政ローマ設立以前の話が主であり、半ば伝説的なものと考えられる。

## サビニの女たちの略奪
建国直後のローマには女性が少なく、ローマは近隣のサビニ族の女性との誘拐婚を行った。この後、サビニ族は他の部族と合同してローマへ侵攻したが、既にサビニ女性はローマ男性と家庭を築いていた。結局両者は和解し、サビニ人はローマ人と1つの国家を形成することに合意し、サビニ王ティトゥス・タティウスが初代ローマ王ロームルスと共にローマを治めることになった。

## トゥッルス・ホスティリウスの戦争
紀元前7世紀、第三代ローマ王 トゥッルス・ホスティリウスの治世の時代に、サビニとローマは再び戦争となった。ローマ側の口実としては、何人ものローマ商人がエトルリア人都市フェロニア(en）の寺院近くの市場でサビニ人に強奪されたというものであり、他方サビニ側の口実は何人かのサビニ人がローマに拘束されているというものであった。ウェイイ政府はロムールスとの条約を守って援助を行うことは無かったが、ウェイイ人の義勇軍がサビニ軍を支援した。
トゥッルスはサビニ領に侵攻し、リティオサと呼ばれる森でサビニ軍と遭遇した。ローマ軍は歩兵でも騎兵でもサビニ軍に優越しており、特に騎兵に関しては直前にローマに居住するアルバ・ロンガ人騎兵からなる10個中隊（トゥルマ）で強化されていた。ローマ軍騎兵の突撃でサビニ軍は混乱し、戦いはローマ軍が勝利した。撤退時にもサビニ軍は重大な損害を蒙った。

## アンクス・マルキウスの戦争
凱旋式記録には、四代ローマ王アンクス・マルキウスがサビニとウェイイに勝利したことが記録されている。

## タルクィニウス・プリスクスの戦争
紀元前6世紀初め、第五代ローマ王 タルクィニウス・プリスクスの治世の時に、サビニはローマを攻撃した。タルクィニウスはローマを囲む石の城壁を築こうとしたが、サビニ軍は既にアニオ川を渡河していた。このため、タルクィニウスは計画を変更し野戦に打って出た。リウィウスによると、最初の激突は激しいものであったが、どちらも勝利できなかった。
サビニ軍は野営地に撤退したが、この間にローマ軍には援軍が加わった。タルクィニウスは自軍の弱点は騎兵（エクィテス）の不足にあると考えていたため、騎兵を倍増させた。
続いて二度目の戦いが起こった。ローマ軍はサビニ軍の退路を断つために、筏に材木を積んで火をつけ、それを上流から流して川にかかる橋を燃やした。戦闘ではサビニの歩兵がローマ軍を押し、戦列中央部で勝利しそうであった。しかし、ローマ軍騎兵がサビニ歩兵を横撃して蹴散らした。ローマ騎兵の追撃と、橋が焼け落ちていたために、多くのサビニ兵が戦場を離脱できずに戦死した。また川で溺死した兵も多かった。その武器はアニオ川からテヴェレ川を通ってローマに達した。このため、勝利の報告が届く前に、ローマ人は勝利を確信することができた。
タルクィニウスは勝利をさらに確実なものとすることにした。まず戦利品を積み上げて燃やし、火の神ウゥルカーヌスに捧げた。また捕虜と野営地での略奪品をローマに送った。続いてサビニ領に侵攻した。サビニは急いで軍を編成したが、再び敗北した。その後講和を求めた。
サビニ族の都市であったコラティア（en）は降伏し、その周辺地域と共にローマ領となった。リウィウスは降伏文書を記録している。王の甥であるアルンス・タルクィニウス（en）が守備兵と共にコラティアに残り、タルクィニウスは凱旋式のためにローマに戻った。凱旋式記録によると、凱旋式は紀元前585年9月13日に挙行されている。

## タルクィニウス・スペルブスの戦争
凱旋式記録には、第七代で最後のローマ王 タルクィニウス・スペルブスもサビニに勝利したことが刻まれている。

## 共和政初期の戦争（紀元前505年-紀元前504年）
王政ローマの消滅は、サビニにローマとの政治的位置の変更の野望を与えた。ローマとの条約はその王と締結したものであり、その王が今はいなくなったためである。
ハリカルナッソスのディオニュシオスによると、セクストゥス・タルクィニウス（最後の王タルクィニウス・スペルブスの子）によるルクレティアの陵辱が王政廃止のきっかけを作ったのであるが、彼はサビニに対して、ローマに王政を復活させるべきと説いた。サビニ軍はサビニ人将軍の指揮官のもとローマに向かったが、簡単に敗北した。セクストゥス（あるいはスペルブス）はサビニ軍は統制が取れていないとし、フィデナエおよびカメリアからの援軍を要請した。彼らはセクストゥスの自信に影響され、彼を反ローマ軍の総司令官とした。
リウィウスはこの戦争に関するタルクィニウスの関与には言及していない。彼によると、紀元前505年にローマとサビニの間に戦争が起こり、執政官マルクス・ウァレリウス・ウォルススとプブリウス・ポストゥミウス・トゥベルトゥスが凱旋式を行っている。この凱旋式は凱旋式記録で確認できるが細部は失われている。
翌年には両者の対立がさらに高まった。執政官プブリウス・ウァレリウス・プブリコラ（4回目）、ティトゥス・ルクレティウス・トリキピティヌス（2回目）であった。リウィウスによると、サビニの緊張の高まりが、彼ら経験を有する執政官の選出につながった。
ディオニュシオスによると、サビニ軍は、おそらく対岸にローマ軍が布陣していたために、アニオ川の手前で停止した。サビニ軍は、フィデナエ近郊および市内に野営した。対するローマ軍は、プブリコラがサビニ近郊に、トリピティヌスがフィデナエ近郊の丘の上に野営した。
リウィウスもディオニュシオスも、後にアッピウス・クラウディウス・サビヌス・インレギッレンシス（クラウディウス氏族の創始者）と呼ばれることになるアッティウス・クラウススが、親族一同、500人の兵士およびクリエンテスと共にローマへ亡命したのはこのときであると一致している。ローマはクラウディウスを元老院議員とし、亡命サビニ人にアイノ川の北側の土地を与えた。ディオニュシオスによると、ローマはアイノ川北岸、フィデナエ周辺の土地も約束したが、そのためにはフィデナエと戦って奪い取る必要があった。リウィウスによるとクラウディウスはサビニの和平派の一人であったが、戦争派との対立のためにインレギルム（en ）からローマへ亡命した。
ディオニュシオスによると、ローマ軍はサビニ軍に以下のように勝利した。タルクィニウスの計画では、プブリコラの野営地に対して夜襲をかけ、塹壕を埋めて壁を梯子で乗り越えることとなっていた。フィデナエ市内の軍は出撃し、この攻撃を隠蔽すると共に、トリピティヌスの攻撃に備えた。しかし、サビニ軍からの脱走兵とローマ軍騎兵が捕らえた捕虜が、この計画をプブリコラに漏らした。この情報はトリキピティヌスにもすぐに伝えられた。攻撃は夜半過ぎに開始された。サビニ兵は塹壕を埋め、投げ縄で塀を乗り越えた。サビニ兵はローマ兵は備えもなく野営地にいると思っていた。後知恵にはなるが、タルクィニウスは彼の兵が立てる物音にもかかわらず反攻がなく、また見張りもいなかったことから危険を察するべきであった。彼はローマ軍が熟睡しているためと判断したが、あきらかに過小評価であった。実際にはローマ軍は戦闘準備を整えており、カストラ（古代ローマの野営地）周囲の塁壁で待ち構えていたが、暗闇のためサビニ軍からは視認できなかった。サビニ兵が塀を乗り越えてくると、直ちに音を立てずに殺された。このとき月が昇ったが、サビニ兵が見たものは、待ち構えるローマ兵と自軍兵士の死体の山であった。サビニ兵は武器を捨て逃げ出した。静謐を維持する必要が無くなったため、ローマ兵は叫んだが、これは丘の上のトリピティヌスに対する合図でもあった。トリピティヌスは騎兵を出撃させ、待ち伏せしていたフィデナエ兵を撃破した。歩兵が続き、フィデナエ兵は虐殺された。サビニ兵は武器を捨てて個々に逃れていった。サビニ兵は13,500が戦死し、4,200が捕虜となった。戦闘はまだ終わらなかった。フィデナエは未だ陥落していなかった。
リウィウスは簡素に、両執政官がサビニ領に侵攻し、略奪を行い、サビニ軍に勝利し、ローマに凱旋した、と記する。凱旋式記録に残るのは、プブリコラがサビニとウェイイに勝利し、紀元前504年5月に凱旋式が行われたということのみである。

## 紀元前503年の戦争
凱旋式記録によると、紀元前503年4月3日に執政官プブリウス・ポストゥミウス・トゥベルトゥスが小凱旋式を実施しており、翌日には執政官アグリッパ・メネニウス・ラナトゥス（en）が凱旋式を挙行している。何れもサビニに対する勝利を讃えるものであった。

## 紀元前501年の無血戦争
リウィウスによると、サビニの若者何人かが、ローマでの競技会の祭りの最中に何人もの高級売春婦を誘拐しようとする不祥事があった。このときローマはラテン同盟（en）との戦争の恐れがあったため、ティトゥス・ラルキウス・フラウスが独裁官に選ばれていた。サビニの大使は平和時に処理しようとしたが、サビニが長年ローマに敵対していることからこれを拒否し、戦争の費用をローマに支払うように要求した。サビニはこれを拒否して宣戦布告したが、実際には戦闘は行われなかったようである。

## 紀元前495年の一日戦争
紀元前495年、サビニ軍はローマ領に進入し、アニオ川まで進出、農村地帯を略奪した。この報告がローマに届くと、前独裁官アウルス・ポストゥミウス・アルブス・レギッレンシスが直ちに騎兵を率いて出撃、その直ぐ後に執政官プブリウス・セルウィリウス・プリスクス・ストルクトゥスが歩兵を率いて出撃した。ローマ騎兵はサビニの落伍兵を一掃し、ローマ歩兵が到着するとサビニ軍は抵抗しなかった。侵攻の情報がローマに届いた当日には、サビニ軍は敗北していた。

## 紀元前494年の誓約
紀元前494年、ローマではプレブスとパトリキの対立が激化していたが、ウォルスキ、サビニ、アエクイは同時に武器をとった。この危機にマニウス・ウァレリウス・マクシムスが独裁官に就任した。ローマでは10個軍団が編成されたが、これはこれまでのローマの歴史の中で最大のものであった。内、4個軍団が独裁官に与えられサビニ軍に対処することになったが、これはサビニが最大の脅威と認識されたからである。
ウァレリウスはサビニに向かったが、戦闘が発生した場所は不明である。サビニ軍は横に広く展開していたため、中央部が弱くなりすぎていた。ウァレリウスはサビニ軍中央部に騎兵突撃をかけ、続いて歩兵に攻撃させた。サビニ軍は撃破され逃走し始めた。ローマ軍はサビニ軍野営地を占領し、勝利を宣言した。この勝利はローマにとって顕著なものであり、当時においてこれを上回るものはレギッルス湖畔の戦い（紀元前496年）での勝利のみと言われた。
独裁官ウァレリウスはローマに帰還し、凱旋式を挙行した。加えて、ウァレリウスとその子孫に対し戦車競技場に最高貴賓席（en）が与えられた。

## 参考資料
1. ↑  Livy. “Book I.30”. History of Rome
2. 1 2  Livy, Ab urbe condita, 1:36
3. 1 2  Livy, Ab urbe condita, 1:37
4. ↑  Livy, Ab urbe condita, 1:38
5. 1 2 3  Livy, Ab urbe condita, 2:16
6. ↑  Dionysius of Halicarnassus. “Book V.40-43”. Roman Antiquities
7. ↑  Livy, Ab urbe condita, 2:18
8. ↑  Livy, Ab urbe condita, 2:26
9. ↑  Livy, Ab urbe condita, 2:30-31
10. ↑  Fasti Triumphales